# Deutschland-klassen
Deutschland-klassen var en serie på tre Panzerschiffe ("panserskibe"), en unik tysk variant af en svær krydser bygget til den tyske Reichsmarine mere eller mindre i overensstemmelse med de begrænsninger, der var opstillet for den tyske flåde i Versailles-traktaten. Klassen var opkaldt efter sit første skib, Deutschland. De tre skibe blev søsat mellem 1931 og 1934 og gjorde tjeneste i Kriegsmarine (det nye navn for Reichsmarine) under 2. verdenskrig.
Den britiske presse begyndte tidligt at omtale skibene som lommeslagskibe ("et slagskib, der kan være i lommen"), med henvisning til skibenes ildkraft og beskedne størrelse (som en revolver): De var betydeligt mindre end rigtige slagskibe, og deres panser og kanoner var også underlegne; men de havde større ildkraft end alle samtidige krydsere. De var en halv meter længere end de amerikanske slagskibe af Pennsylvania-klassen, bygget under 1. verdenskrig, og ud fra en overfladisk betragtning kunne de godt ligne slagskibe med deres hovedarmering i massive kanontårne og deres usædvanligt store bro- og mastekonstruktion (især på Admiral Scheer og Admiral Graf Spee). Deutschland-klassen lå størrelsesmæssigt på linje med svære krydsere, men deres kanoner var kraftigere, men til gengæld var de ikke så hurtige. Disse panzerschiffe havde større aktionsradius end den næste "Hipper-klasse af krydsere og var dermed bedre egnede til at ødelægge handelsskibe på de store have.
Deutschland-klassen skiftede betegnelse fra panzerschiffe til svære krydsere i februar 1940..

## Beskrivelse
Tyskland blev ved Versailles-traktaten underlagt strenge begrænsninger for, hvilke skibe landet måtte besidde. Med hensyn til pansrede skibe lå grænsen ved et deplacement på 10.000 tons pr. skib, og meningen var, at landet skulle nøjes med kystforsvarsskibe, der ikke kunne udgøre nogen trussel for krigens sejrherrer Storbritannien, Frankrig og USA. Den tyske marine udnyttede imidlertid ny teknologi og kunne på den måde bygge slagkraftige skibe, der på papiret respekterede traktatens begrænsninger: Skroget blev i stor udstrækning svejset sammen i stedet for nittet. Panseret indgik nogle steder som en del af selve konstruktionen, de svære kanoner blev samlet i to tårne, og i stedet for tunge turbiner blev skibene udstyret med dieselmotorer. På trods af det var skibenes deplacement en del højere end vægtgrænsen (først var de designet til 10.600 tons, senere 12.100 tons), men af politiske grunde "overholdt" de traktatens grænse på 10.000 tons.
Den vigtigste faktor i designet af Deutschland-klassen var, at den med sine 28 cm kanoner kunne nedkæmpe enhver krydser, samtidig med at de var hurtige nok til at undslippe slagskibe. På den måde byggede man videre på ideen bag slagkrydseren, og skibene blev også i nogle kredse betragtet som små slagkrydsere. De eneste skibe, der kunne indhente og nedkæmpe dem, var de slagkrydsere, hvoraf England havde tre (HMS Repulse, HMS Renown og HMS Hood), mens Japan havde de fire slagkrydsere af Kongo-klassen. Den tyske flådestab var klar over, at der kun var tale om en kortvarig fordel, og der gik da heller ikke lang tid, før de store flådemagter reagerede. Da Tyskland bekendtgjorde sin plan om at bygge seks skibe af Deutschland-klassen, svarede Frankrig igen ved at bestille to hurtige slagskibe af Dunkerque-klassen, som kunne nedkæmpe de tyske. I løbet af 1930'erne blev der også påbegyndt bygning af nye hurtige slagskibe i England, USA og Japan, så da 2. verdenskrig brød ud blev klassen – trods tophastigheden på 28,5 knob – anset for at være for langsom. Skibene havde stadig stor fordel af den imponerende rækkevidde på omkring 30.000 km, men selv om de kunne jage på de store have, viste det sig, at også tanken om, at de kunne nedkæmpe alle krydsere, kun holdt stik, så længe der blot var tale om nogle få ad gangen. Da Admiral Graf Spee løb ind i en beslutsom britisk gruppe på tre krydsere, måtte den trække sig ud af kampen.
Da Reichsmarine blev til Kriegsmarine i 1935, stod det hurtigt klart, at skibenes indsatsområde i en kommende krig ville blive at ødelægge fjendtlige handelsskibe langt fra kystområderne. Under den spanske borgerkrig deltog både Deutschland og Admiral Scheer i ikke-interventionsstyrken, og under den tjeneste blev Deutschland i 1937 angrebet af republikanske bombefly og led store tab. Begivenheden understregede skibenes sårbarhed over for luftangreb, og i 1939 fik alle tre deres antiluftskyts forstærket. I de første år af 2. verdenskrig havde skibene favorable betingelser under slaget om Atlanterhavet. Senere udviklede de allierede bedre radar og fik bedre flydækning og eskorte til konvojerne, og Kriegsmarine valgte i stedet at satse på sine slagskibe som supplement til ubådene. Selv i de første år af krigen, hvor Deutschland-klassen typisk havde mulighed for at undvige de skibe, de ikke kunne klare, havde de som regel ordre om kun at indlade sig på kamp, hvis modstanden var svag.

## Skibene
Skønt skibene hørte til samme klasse, var de ikke ens. Der blev løbende indarbejdet forbedringer i designet, og det kulminerede i Admiral Graf Spee, der også var det tungeste af de tre.
| Navn              | Kølen lagt      | Søsat         | Indgået           | Skæbne                                  |
| ----------------- | --------------- | ------------- | ----------------- | --------------------------------------- |
| Deutschland       | 5. februar 1929 | 19. maj 1931  | 1. april 1933     | Sænket af besætningen 4. maj 1945       |
| Admiral Scheer    | 25. juni 1931   | 1. april 1933 | 12. november 1934 | Sænket af RAF 10. april 1945            |
| Admiral Graf Spee | 1. oktober 1932 | 30. juni 1934 | 6. januar 1936    | Sænket af besætningen 17. december 1939 |

### Deutschland/Lützow
Det første skib i klassen, Deutschland, skiftede navn til Lützow i november 1939, fordi man af politiske grunde ikke kunne leve med, at et skib ved navn Deutschland (Tyskland) eventuelt gik tabt. Skibet var på et enkelt togt i Atlanten i begyndelsen af krigen, men blev ellers det meste af tiden i farvandene omkring Tyskland og ydede blandt andet artilleristøtte til de tyske tropper i Baltikum. Det var det ene af to store tyske skibe i slaget i Barentshavet i 1942 og havde ikke held med at ramme nogen af de britiske skibe. Lützow overlevede indtil krigens sidste dage.

### Admiral Scheer
Klassens mest vellykkede togter mod handelsskibe blev udført af Admiral Scheer, som var i Nordatlanten flere gange og desuden nåede så langt som til det Indiske Ocean. I november 1940 sænkede den hjælpekrydseren HMS Jervis Bay og 17 handelsskibe, da den indhentede konvojen HX84. I 1945 blev den bombet af Royal Air Force, mens den lå i dok i Kiel, hvorefter den kæntrede og sank.

### Admiral Graf Spee
Admiral Graf Spee (opkaldt efter Maximilian von Spee) nåede at ødelægge ni britiske handelsskibe (på i alt 50.089 tons), før den blev indkredset af tre krydsere fra Storbritannien og Commonwealth i december 1939. I slaget ved La Plata lykkedes det den at beskadige den svære britiske krydser HMS Exeter så meget, at den måtte trække sig ud af kampen. Til gengæld havde det tyske skib lidt en del overlast på sin overbygning (skønt de to lette krydseres 15 cm granater ikke kunne gennembryde dens panser), og efter at have tilbragt de tilladte tre dage i Montevideo, blev den sænket af sin egen besætning den 17. december 1939, da den ikke mente, at den hverken klare turen hjem eller et møde med de britiske styrker, der blev rapporteret på vej mod stedet. Skibets kaptajn, Hans Langsdorff, begik selvmord tre dage senere.
Deutschland-klassens operationer havde væsentlig indflydelse på de Allieredes anvendelse af egne skibe. Jagten på Admiral Graf Spee i 1939 lagde beslag på tre slagskibe, to slagkrydsere, fire hangarskibe og 16 krydsere, og efter Admiral Scheers vellykkede konvojoverfald blev det besluttet, at alle konvojer skulle beskyttes af en kraftig eskorte. Det bandt store flådestyrker resten af krigen.

## Eksterne links
- Mere om lommeslagskibe (engelsk) Arkiveret 14. juli 2007 hos  Wayback Machine

- Wikimedia Commons har flere filer relateret til Deutschland-klassen